# 台東聖母醫院
台東聖母醫院，全名為天主教花蓮教區財團法人台東聖母醫院（英語：Saint. Mary’s Hospital Taitung），位於臺東縣臺東市，為臺東縣境內第一家以安寧療護以及長期照顧服務為主的地區醫院，也是由天主教白冷外方傳教會和愛爾蘭聖母醫療傳教會協助下所設立。目前由天主教花蓮教區管理營運。

## 沿革

### 成立背景
1953年10月天主教白冷外方傳教會兩位神父錫質平、司路加，原於中國大陸地區宣教，卻因當時社會氛圍排斥外籍傳教士，因而輾轉來到臺灣臺東縣，針對當地原住民族部落宣教，並投入醫療、教育、社會關懷、語言及風俗研究等事業。
1960年代愛爾蘭聖母醫療傳教會修女柯淑賢及蘇蘊芳兩人獲得白冷會邀請下，來到臺灣東部地區宣教，因某次宣教時乍見懷孕婦女在田埂上生產，加上當時臺灣東部的醫療環境極差，造成新生兒死亡率高，逐心生創立助產院之念頭。

### 醫院成立
1961年12月15日由柯淑賢、蘇蘊芳兩位修女共同合作成立聖母助產院，以婦科為主要醫療業務，何淑賢修女就任聖母助產院第一任院長。而聖母助產院也是當時臺東地區第一間、更是唯一一間婦產科醫院。起初聖母助產院僅設有一個固定門診與4張病床。由於接生嬰兒眾多，曾經有過一個月內接生130名新生兒的紀錄，在地方上富有「囝仔醫院」的美名。
1963年醫師裴惠蘭修加入聖母助產院。1967年聖母助產院擴充30床病床啟用。1975年仁愛修女會接辦聖母助產院，並開始轉型為醫院營運，增設外科與小兒科等，由仁愛修女會馬克斐修女接任第二任院長。1978年聖母醫院開刀房、X光機，以及物理治療室陸續啟用。
1981年起擴大醫療照護服務，開辦社區醫療與居家護理服務，並後續擴大至臺東地區山地鄉部落的社區醫療保健服務。兩年後借助白冷會方面資助，聖母醫院X光機室擴建、新增檢驗室、門診服務，並擴充病床數來到70床。此時期之醫療重點包含婦幼健康照護。1986年居家照護部成立，以專責執行偏遠山地鄉鎮與離島鄉鎮之居家服務。
1990年何谷婷修女接任聖母醫院第三任院長，並展開聖母醫院第二次建築擴建工程與內部裝修作業。1991年獲得中央政府補助，開辦物理治療項目，隔年再受榮民總醫院委託進行臺東地區的AIDS及肝功能篩檢業務。
1994年聖母醫院展開第三次擴建工程，項目包含醫院前廳、聖廳整修與擴建。隔年起擴大婦產科、小兒科服務、一般勞工體檢、汽機車駕駛人體檢業務，並正式納入衛生署（今行政院衛生福利部）全民健康保險特約醫院，劃定等級為地區醫院。1996年院內擴建工程竣工，並擴充病床數至100床。1997年三樓增設大禮堂竣工啟用。
1999年鄭雲修女接任聖母醫院第四任院長，在此期間聖母醫院之醫療服務項目已包含婦產科、內科、外科、小兒科、家醫科、物理治療、社區居家照護等。在此之後聖母醫院因捐款收入逐漸減少，醫療設備無法更新，加上駐院醫師年齡層老化等已有營運困難之狀況產生。

### 轉型營運
2003年台東聖母醫院不堪長期虧損，因此結束婦產科與開刀房業務，截止至此聖母醫院以為臺東地區接生過數十萬新生兒，臺東縣有近半數的民眾都是由聖母醫院所接生。2004年4月11日台東聖母醫院改變營運方針，成立安寧照護病房，命名為「恩典家園」，成為臺東縣境內第一家以安寧照護為主的醫院。2007年台東聖母醫院奪得厚生基金會所頒發的醫療奉獻團體獎，同年5月26日聖母醫院後方新建的心靈療癒花園竣工啟用。
2008年5月受天主教花蓮教區委託，聖母健康會館開幕，供應民眾無毒、安全的蔬食。同年6月榮獲厚生基金會第18屆團體醫療奉獻獎，並且早在1990年至2001年間，聖母醫院就有6名同仁獲得「醫療奉獻獎」，是臺灣獲得該獎項最多的醫院。2009年3月聖母醫院成立糖尿病中心，由林瑞祥醫師進駐服務。同年4月喻永生醫師接任聖母醫院第五任院長。
2010年1月聖母醫院承租臺東縣知本地區國軍退除役官兵輔導委員會臺東農場知本分場土地開辦聖母健康農莊，用以推廣有機農業。後續因應臺東縣衛生局之要求，開始計畫轉型為醫療財團法人。而根據《醫療法》規定，台東聖母醫院必需擁有土地、房屋及資本額。目前台東聖母醫院所屬的花蓮教區表示願意捐出現值超過新臺幣1億元的土地及地上物，但也造成聖母醫院必須依法繳納土地增值稅約新臺幣1672萬元。爾後又傳出未登記為醫療財團法人，聖母醫院對外募款，短短不到10天就募得新臺幣8千9百萬元的消息。對此，內政部表示，並未收到台東聖母醫院的募款登記申請以及專款專用帳戶資訊，會再要求聖母醫院方面盡速向有關單位申請募款許可。然而聖母醫院院長喻永生表示，聖母醫院並未對外進行募款，單純為新聞媒體報導，但既然已收到內政部通知，將盡快向內政部申請募款許可。同年3月聖母醫院開辦聖母老人日間照顧中心，6月林瑞祥醫師任聖母醫院第六任院長。
2010年12月衛生署核准台東聖母醫院許可設立醫療財團法人。2011年4月臺東地方法院核准登記為醫療財團法人，台東聖母醫院更名為天主教花蓮教區財團法人台東聖母醫院。2012年台東聖母醫院成立全臺第一間芳香照護推廣中心。2013年設立乳腺健康中心，同年8月6日聖母醫院利用原本已停用改為倉庫，不到60坪的產房與開刀房成立院史館，以展示早年醫院接生嬰兒用的產臺、產房及開刀房的相關文物等，並且一併展示因罹癌去世的骨科醫師施少偉的相關文物與辦公桌椅等。另外還展示由天主教花蓮教區主教黃兆明所致贈的，來自前教宗本篤16世贈送的十字架等。
2014年設立長期照護輔具中心，及聖母樂齡健康活力中心。同年12月16日陳良娟接任台東聖母醫院第七任院長。2016年7月強烈颱風尼伯特於8日凌晨自臺東太麻里海岸登陸，其夾帶之強勁風勢造成臺東市區災情慘重，中央氣象局臺東氣象站更是測得自1901年設站以來最大陣風紀錄，也造成該氣象站設備損壞，台東聖母醫院於尼伯特颱風侵襲期間亦受到嚴重損害，轄下之位於知本地區的聖母健康農莊窗戶玻璃破損，導致風雨灌入廚房，亦將種植有機作物的網室摧毀。初步估算，含醫院本部在內的損失估計約有500萬元，不過後續經過一週的環境整理與清點計算，損失估計攀升接近千萬元，對於營運狀況本已不佳的聖母醫院來說可是雪上加霜。為此聖母醫院為籌措重建基金，在院內修女帶領下於7月21日起展開祈福蛋糕義賣。2018年4月4日台東聖母醫院新增中醫科門診。同年4月28日聖母健康農莊新園開幕暨高齡服務中心啟用。

## 組織架構

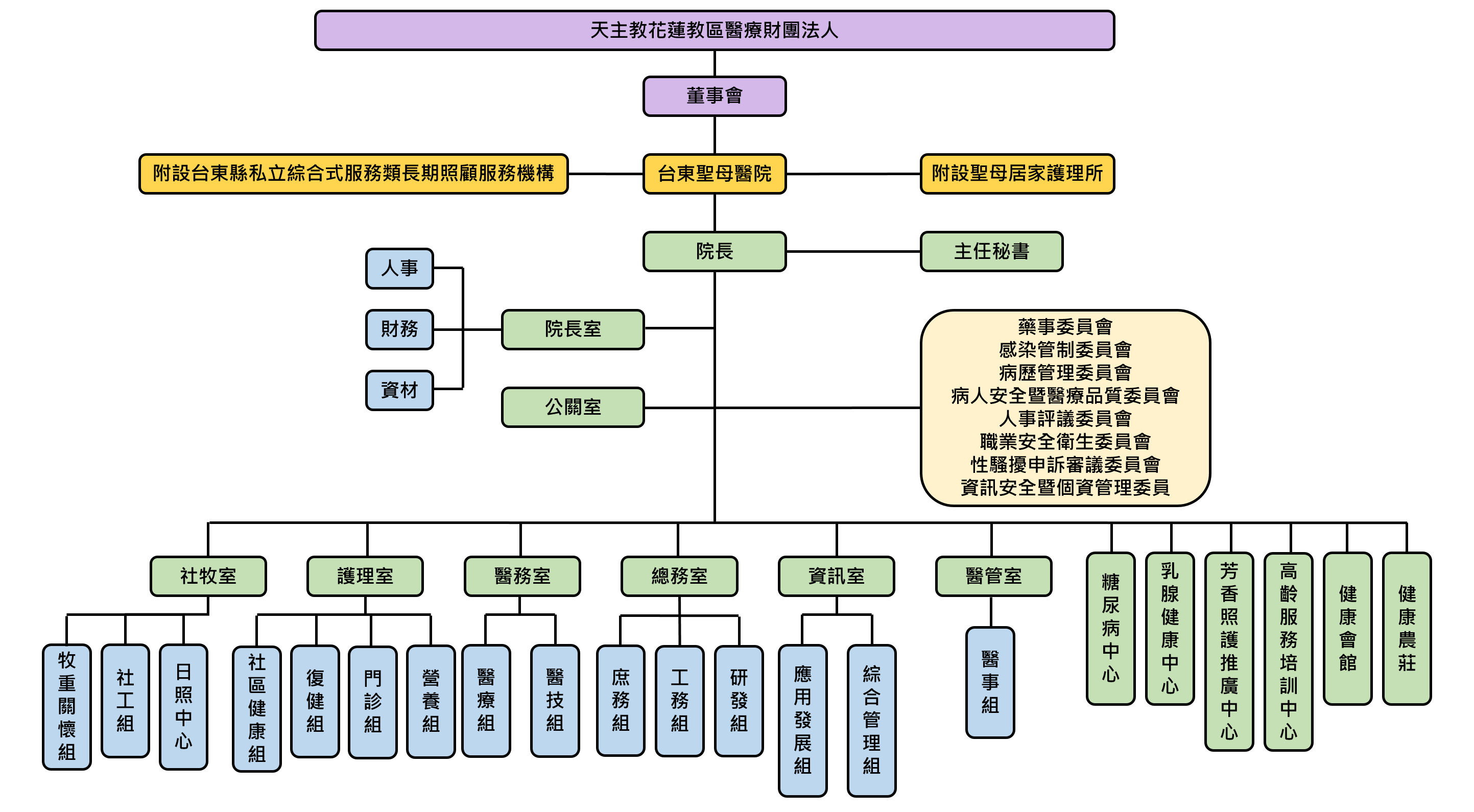
臺灣臺東聖母醫院組織架構圖

## 歷任院長
| 任別             | 姓名           | 任期                    | 備註           |                |                |                |                |                |                |                |                |
| 聖母助產院院長   | 聖母助產院院長 | 聖母助產院院長          | 聖母助產院院長 | 聖母助產院院長 | 聖母助產院院長 | 聖母助產院院長 | 聖母助產院院長 | 聖母助產院院長 | 聖母助產院院長 | 聖母助產院院長 | 聖母助產院院長 |
| ---------------- | -------------- | ----------------------- | -------------- | -------------- | -------------- | -------------- | -------------- | -------------- | -------------- | -------------- | -------------- |
| 1                | 柯淑賢         | 1961年12月 - 1975年     | 創院院長       |                |                |                |                |                |                |                |                |
| 台東聖母醫院院長 |                |                         |                |                |                |                |                |                |                |                |                |
| 2                | 馬克斐         | 1975年 - 1990年         | 仁愛會修女     |                |                |                |                |                |                |                |                |
| 3                | 何谷婷         | 1990年 - 1999年         |                |                |                |                |                |                |                |                |                |
| 4                | 鄭雲           | 1999年 - 2009年3月      | 首位臺灣籍院長 |                |                |                |                |                |                |                |                |
| 5                | 喻永生         | 2009年3月 - 2010年6月   |                |                |                |                |                |                |                |                |                |
| 6                | 林瑞祥         | 2009年3月 - 2014年12月  |                |                |                |                |                |                |                |                |                |
| 7                | 陳良娟         | 2014年12月 - 2024年12月 |                |                |                |                |                |                |                |                |                |
| 8                | 羅彥宇         | 2015年1月 -             | 現任           |                |                |                |                |                |                |                |                |

## 資料來源
1. ↑  . 中華民國行政院衛生福利部中央健康保險署.   [2019-01-06]. （原始内容存档于2019-03-01） （中文（臺灣））.
2. 1 2 3 4  陳歆怡. . 台灣光華雜誌 Taiwan Panorama. 2010-07  [2019-01-06]. （原始内容存档于2019-01-08） （中文（臺灣））.
3. 1 2 3  張嘉芳、陳怡蓉. . 財團法人中華民國(台灣)安寧照顧基金會.   [2019-01-06]. （原始内容存档于2019-01-08） （中文（臺灣））.
4. 1 2 3 4 5 6 7 8 9 10 11 12  . 天主教花蓮教區財團法人台東聖母醫院.   [2019-01-06]. （原始内容存档于2019-06-09） （中文（臺灣））.
5. 1 2 3 4 5  施鴻基. . 財團法人厚生基金會.   [2019-01-06]. （原始内容存档于2019-09-04） （中文（臺灣））.
6. 1 2  . 樂公益.   [2019-01-06]. （原始内容存档于2019-06-08） （中文（臺灣））.
7. 1 2  甯瑋瑜、汪智博. . 蘋果日報. 2008-06-21  [2019-01-06]. （原始内容存档于2020-03-16） （中文（臺灣））.
8. 1 2  黃力勉. . 中時電子報. 2013-08-07  [2019-01-06]. （原始内容存档于2019-06-12） （中文（臺灣））.
9. ↑  王秀亭. . 自由時報. 2017-10-24  [2019-01-06]. （原始内容存档于2019-06-29） （中文（臺灣））.
10. ↑  . 聖母健康農莊.   [2019-01-06]. （原始内容存档于2019-01-08） （中文（臺灣））.
11. 1 2  . 大紀元. 2009-04-24  [2019-01-06]. （原始内容存档于2019-06-05） （中文（臺灣））.
12. ↑  . 耶穌會中華省. 2013-11-16  [2019-01-06]. （原始内容存档于2019-06-04） （中文（臺灣））.
13. ↑  黃力勉、莊哲權. . 中時電子報. 2016-07-08  [2019-01-06]. （原始内容存档于2019-06-05） （中文（臺灣））.
14. 1 2  林正文. . 信傳媒. 2016-07-18  [2019-01-06]. （原始内容存档于2019-06-04） （中文（臺灣））.
15. ↑  陳志東. . 中時電子報. 2016-07-21  [2019-01-06]. （原始内容存档于2019-04-14） （中文（臺灣））.

## 外部連結
- 天主教花蓮教區醫療財團法人台東聖母醫院 （页面存档备份，存于）